# Rosa Funken

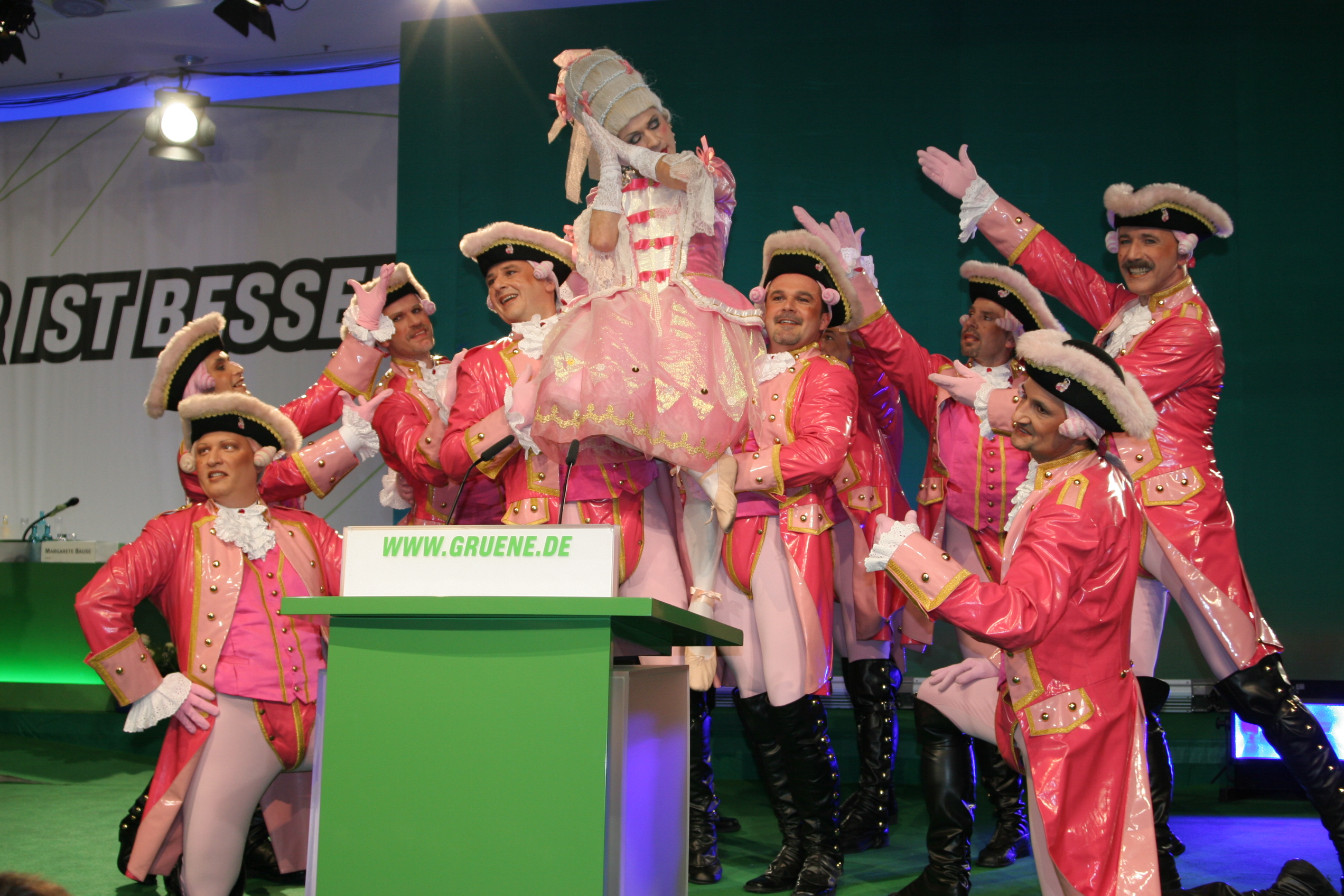
Auftritt der Rosa Funken auf einem Parteitag der Grünen in Köln

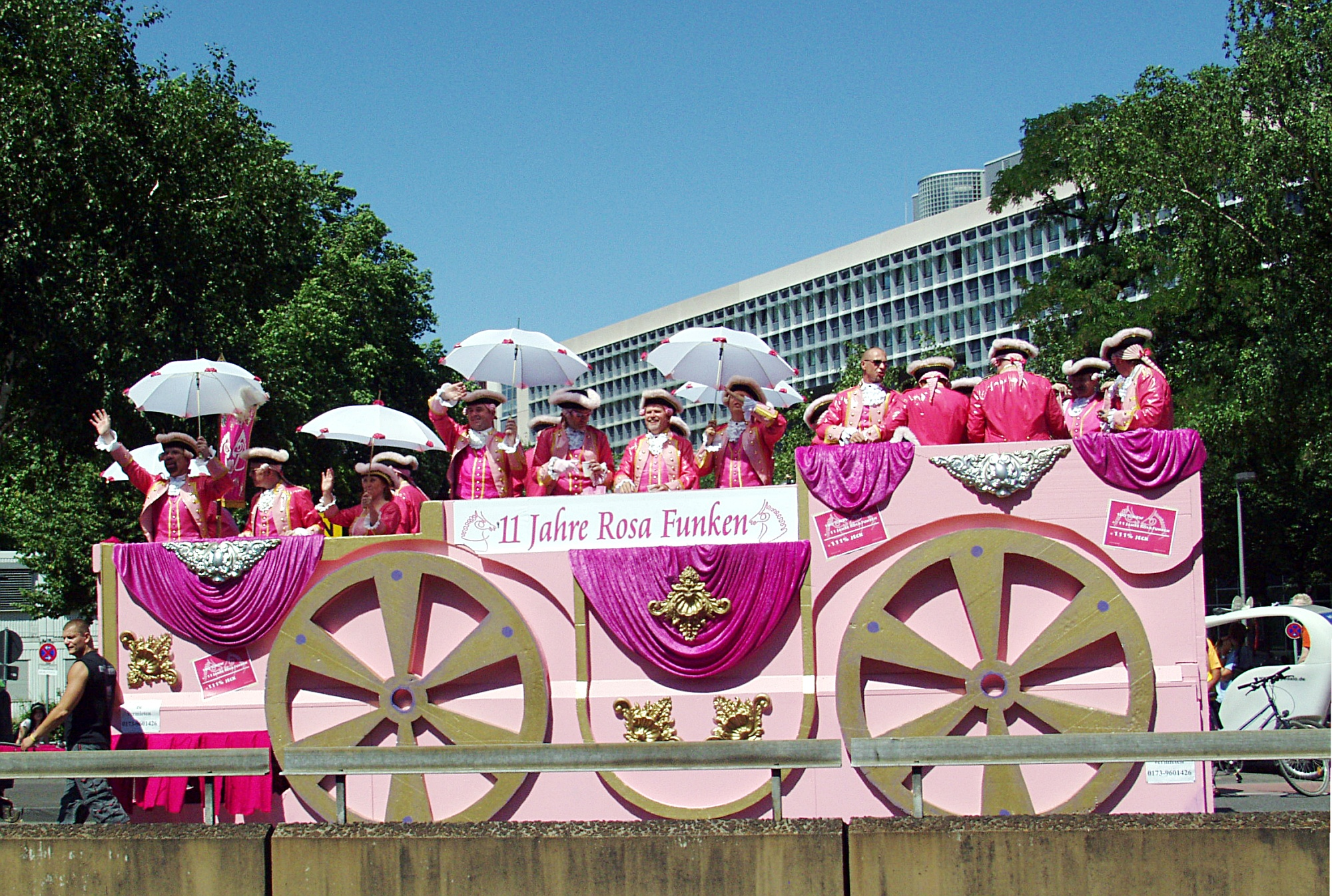
Festwagen der Rosa Funken zum Kölner Christopher Street Day 2006

Die Rosa Funken Köln von 1995 e. V. sind eine schwule Gruppe im Kölner Karneval. Sie wurden am 11. November 1995 in Köln als erster schwuler Karnevalsverein in Deutschland gegründet. Erste Auftritte gab es im Rahmen der von Präsidentin Hella von Sinnen geleiteten Rosa Sitzung, deren Fernsehaufzeichnungen sie auch einem größeren Publikum bekannt machten. Der ursprünglich parodistische Stil der Rosa Funken wurde bald berühmt, und sie wurden in den allgemeinen Rheinischen Karneval integriert. Mittlerweile treten sie auch bei etablierten Karnevalssitzungen des Kölner Karnevals auf. Die Bühnenprogramme bestehen aus Gesang und Tanz.
Der bekannteste Tanz der Rosa Funken ist ihre eigene parodistische Version des traditionellen Stippeföttche.
Die Bläck Fööss erwähnen die Rosa Funken in einem Lied über die Rosa Sitzung (Stippeföttche):
Stippeföttche
Aloha! Aloha! Aloha un Alaaf. Alle Funke stippt die Fott,
die Knabüs erop, danz!
(…)
Marie-Luise en d’r Paus sang “Er gehört zu mir”.
Lametta’s Lola jov en Rund Champagner aan d’r Dür,
dä Kellner, dä hatt Strapse aan un nit sing schwatze Jack,
die Rosa Funken op d’r Bühn, stiefstaats, dat Bötzje spack.
Bei der Gestaltung ihrer Bühnenprogramme und Choreographien werden die Rosa Funken von professionellen Choreographen und Regisseuren unterstützt wie Anne Grafweg, Ralf Hubertus Borgartz, Arne Hoffmann, Sten Kuth, Guido Markowitz, Lucas Theisen und Katja Baum.
In der Session 1997/1998 gab es erstmals einen Rosa Funken Kostümball in der Mülheimer Stadthalle.
Die Rosa Funken verleihen den Pipi’n Popo-Orden.
Im Juni 2008 übernahmen sie die Patenschaft für zwei rosa Flamingos im Kölner Zoo.